# 龍拳
《龙拳》1979年4月21日上映于英属香港的动作片。

## 剧情
该片讲述唐浩云（成龙）和师妹（苗可秀）为师傅唐山武馆馆主庄三太报仇雪恨的江湖故事。

## 演员
| 演员   | 角色   | 备注                           |
| 成龙   | 唐皓云 | 唐山武馆馆主庄三太的徒弟。     |
| 苗可秀 | 庄小姐 | 唐山武馆馆主庄三太的女儿。     |
| 任世官 | 钟鉴均 | 百盛道场馆主，唐浩云的杀师仇人 |